# Natalia (Texas)
Natalia é uma cidade localizada no estado norte-americano de Texas, no Condado de Medina.

## Demografia
Segundo o censo norte-americano de 2000, a sua população era de 1663 habitantes.
Em 2006, foi estimada uma população de 1847, um aumento de 184 (11.1%).

## Geografia
De acordo com o United States Census Bureau tem uma área de
2,6 km², dos quais 2,6 km² cobertos por terra e 0,0 km² cobertos por água.

## Localidades na vizinhança
O diagrama seguinte representa as localidades num raio de 20 km ao redor de Natalia.